# Amme
Amme (također poznata kao Aame, Ame i Amedi) je 59 km duga rijeka uglavnom u regiji Vooremaa, Estonija. Lijeva je pritok Emajõgija. Njegov izvor je jezero Kuremaa u blizini Palamuse i prolazi kroz jezero Kaiavere, jezero Elistvere, te otječe u Emajõgi u blizini mjesta nekadašnje opatije Kärkna. Područje porječja Amme je 501 km2.

## Galerija
- Akumulacija u Palamuseu.
- Jezero Palamuse, akumulacija na rijeci Amme
- Palamuse
- Donji tok Amme